# Manuel Blanc
Manuel Blanc (Boulogne-Billancourt, 12 giugno 1968) è un attore francese.
Dopo un primo periodo di teatro amatoriale decide di diventare regista ma non prosegue su tale strada. Ottiene un Premio César per la migliore promessa maschile nel 1992, e il Premio Jean Gabin nel 1994. Oltre che al cinema si dedica anche al teatro portando in cartellone fra l'altro Tempête sur le pays d'Égypte, e Dommage qu'elle soit une putain. Nel 2000, torna in TV con Pierre Arditi in L'île bleue realizzato da Nadine Trintignant.

## Filmografia parziale
- Niente baci sulla bocca (J'embrasse pas, 1991)
- Un crime (1993)
- Des feux mal éteints (1994)
- Lou n'a pas dit non (1994)
- Le Roi de Paris (1995)
- La Rivière Espérance (1995) Miniserie TV
- L'insolente (Beaumarchais, l'insolent) (1996)
- Le temps d'une cigarette (1997)
- Un beau jour sans conséquence (1998)
- J'ai fait des sandwiches pour la route (1999)
- Chambre n° 13, nell'episodio "Douze + un[e]" (????)
- Commissariato Saint Martin (P.J.), nell'episodio "Casting" (1999)
- 1999 Madeleine (1999)
- Scénarios sur la drogue, nell'episodio "Speed Ball" (2000)
- Exit (2000)
- Les redoutables (2001) Serie TV
- L'île bleue (2001) Film TV
- L'esprit du jeu (2002)
- Vivante (2002)
- Deux (2002)
- Dream, Dream, Dream (2002) Film TV
- Mes parents (2002)
- Je t'aime, je t'adore (2003)
- Lumière (2004) Film TV
- Juste un peu de réconfort... (2004) Mediometraggio
- En ton absence (2004)
- Avant qu'il ne soit trop tard (2005)
- Telma demain (2005) Film TV
- Capitaines des ténèbres (2005) Film TV
- La crim', nell'episodio "Au nom du père" (2005)
- Week-End (2005)
- Il giudice e il commissario (Femmes de loi), nell'episodio "Clichés meurtriers" (2006)
- Sable noir, nell'episodio "Fotografik" (2006)
- Le juge est une femme, nell'episodio "La loi du marché" (2006)
- Exes (2006)
- Louis la brocante, nell'episodio "Louis et les gueules noires" (2006)
- Jeff & Leo - Gemelli poliziotti (Jeff et Léo, flics et jumeaux), negli episodi "Le dernier tango" (2006) e "Il faut sauver Alice" (2006)
- En pays éloigné (2007)
- Mitterrand à Vichy (2008) Film TV
- Sexe, gombo et beurre salé (2008) Film TV
- Little Gay Boy, regia di Antony Hickling (2013)